# NGC 3281
NGC 3281 (другие обозначения — ESO 375-55, MCG −6-23-50, AM 1029—343, IRAS10295-3435, PGC 31090) — спиральная галактика в созвездии Насос.
Галактика обладает активным ядром и относится к сейфертовским галактикам типа II.
Этот объект входит в число перечисленных в оригинальной редакции «Нового общего каталога».
Галактика NGC 3281 входит в состав группы галактик NGC 3281. Помимо NGC 3281 в группу также входят NGC 3249, NGC 3257, NGC 3275, ESO 375-26, ESO 375-62 и ESO 375-69.